# Fußball-Weltmeisterschaft 1934/Spanien
Dieser Artikel behandelt die spanische Fußballnationalmannschaft bei der Fußball-Weltmeisterschaft 1934 in Italien.

## Qualifikation
In Gruppe 2 musste Spanien gegen den Nachbarn aus Portugal antreten. Nach einem klaren 9:0 im Hinspiel siegten die Spanier auch im Rückspiel früh mit 2:1. Spanien qualifizierte sich damit zum ersten Mal für eine WM.
| 11.03.1934 | Madrid Estadio de Chamartín | Spanien  | – | Portugal | 9:0 (3:0) | Tore: 1:0 Chacho (3.), 2:0, 3:0 (Elfm.), 4:0, 8:0, 9:0 Isidro Lángara (13., 14., 46., 71., 85.), 5:0, 7:0 Luis Regueiro (65., 70.), 6:0 Martí Ventolrà (68.) |
| 18.03.1934 | Lissabon Estádio da Luz     | Portugal | – | Spanien  | 1:2 (1:2) | Tore: 1:0 Vitor Silva (10.), 1:1, 1:2 Isidro Lángara (12., 25.)                                                                                              |

## Spanisches Aufgebot
| Name                   | Verein               | Geburtstag    | Spiele   | aTorea   | Platzverw. |
| Torhüter               | Torhüter             | Torhüter      | Torhüter | Torhüter | Torhüter   |
| ---------------------- | -------------------- | ------------- | -------- | -------- | ---------- |
| Juan José Nogués       | FC Barcelona         | 28. März 1909 | 1        | 0        | 0          |
| Ricardo Zamora         | Madrid FC            | 21. Jan. 1901 | 2        | 0        | 0          |
| Abwehr                 |                      |               |          |          |            |
| Ciriaco                | Madrid FC            | 8. Aug. 1904  | 2        | 0        | 0          |
| Jacinto Quincoces      | Madrid FC            | 17. Juli 1905 | 3        | 0        | 0          |
| Ramón Zabalo           | FC Barcelona         | 10. Juni 1910 | 1        | 0        | 0          |
| Mittelfeld             |                      |               |          |          |            |
| Leonardo Cilaurren     | Athletic Bilbao      | 5. Nov. 1912  | 3        | 0        | 0          |
| Fede                   | FC Sevilla           | 8. Juni 1912  | 1        | 0        | 0          |
| Hilario                | Madrid FC            | 8. Dez. 1905  | 0        | 0        | 0          |
| Simón Lecue            | Deportivo Alavés     | 11. Feb. 1912 | 2        | 0        | 0          |
| Martín Marculeta       | Donostia FC          | 24. Sep. 1907 | 1        | 0        | 0          |
| José Muguerza          | FC Valencia          | 15. Sep. 1911 | 3        | 0        | 0          |
| Angriff                |                      |               |          |          |            |
| Crisant Bosch          | Español Barcelona    | 26. Dez. 1907 | 1        | 0        | 0          |
| Campanal               | FC Sevilla           | 9. Feb. 1912  | 1        | 0        | 0          |
| Chacho                 | Deportivo La Coruña0 | 14. Apr. 1911 | 1        | 0        | 0          |
| Guillermo Gorostiza    | Athletic Bilbao      | 15. Feb. 1909 | 2        | 0        | 0          |
| José Iraragorri        | Athletic Bilbao      | 16. März 1912 | 2        | 1        | 0          |
| Lafuente               | Athletic Bilbao      | 31. Dez. 1907 | 2        | 0        | 0          |
| Isidro Lángara         | Real Oviedo          | 25. Mai 1912  | 2        | 2        | 0          |
| Luis Regueiro          | Madrid FC            | 1. Juli 1908  | 2        | 1        | 0          |
| Pedro Solé             | Español Barcelona    | 7. Mai 1905   | 0        | 0        | 0          |
| Martí Ventolrà         | FC Barcelona         | 16. Dez. 1906 | 1        | 0        | 0          |
| Trainer                |                      |               |          |          |            |
| Amadeo García Salazar0 |                      | 31. März 1887 |          |          |            |

## Spielergebnisse
Spanien konnte sich in der ersten Partie gegen die deutlich stärkeren Brasilianer dank ihres Torhüters Zamora und einer guten Chancenausbeute durchsetzen. Im ersten Viertelfinalspiel gegen Italien gab es in einem dramatischen Spiel ein 1:1 nach Verlängerung, das dazu führte, dass mehrere Spieler im darauffolgenden Spiel nicht mehr einsatzfähig waren. Im Wiederholungsspiel hatte Spanien wegen eines parteiischen Schiedsrichters keine Chance mehr. Durch ein Kopfballtor Giuseppe Meazzas, der sich dabei auf den spanischen Torhüter aufgestützt hatte, kamen sie in Rückstand. Am Ende konnten sie zwei verweigerte Elfmeter und zwei nicht anerkannte Tore vorweisen.
Achtelfinale
|                                         |   |           |           |
| So., 27. Mai 1934 um 16:30 Uhr in Genua |   |           |           |
| Spanien                                 | – | Brasilien | 3:1 (3:0) |

Viertelfinale
|                                           |   |         |                      |
| Do., 31. Mai 1934 um 16:30 Uhr in Florenz |   |         |                      |
| Königreich Italien                        | – | Spanien | 1:1 n. V. (1:1, 1:1) |
| Fr., 1. Juni 1934 um 16:30 Uhr in Florenz |   |         |                      |
| Königreich Italien                        | – | Spanien | 1:0 (1:0)            |